# 빅딜 레코드
빅딜 레코드 (Big Deal Records)는 대한민국의 힙합 레이블이다. 2003년 창립 후, 2004년 mo'REAL의 EP로 처음 활동을 시작하였으며, 당시 소속되어있던 Loptimist, Mild Beats, Primary를 필두로 한 하드코어 힙합 비트가 씬에 상당한 파장을 불러일으키면서 한동안 전성기를 구가하였다. 이후 2009년 주요 멤버들이 Big Deal Squads로 갈라져나오면서 빅딜 레코드는 이름만 남게 되었고, 그 이후로 활동이 전무한 상태다. CEO는 Shock-E다.

## 역사

### 초창기
빅딜 레코드의 시작은 2003년까지 거슬러 올라간다. 밀림에 기반을 두고 활동하던 크루 Infected Beats에서 주요 활동 멤버 중 한 명이었던 RHYME-A-이 신의의지 레코드와 계약을 맺은 후, 남은 멤버들에 Primary와 Addsp2ch가 합류하면서 레이블 Rockstarr를 창립한다. Rockstarr는 당시 Chocolate Music Factory라는 이름의 그룹으로 활동하던 Dead'P, Shock-E, Groove Master와 긴밀한 교류를 해오다 합쳤고, 마지막으로 듀오 mo'REAL이 합류하게 되면서 공식적으로 Big Deal Records라는 이름의 레이블로 거듭나게 되었다.
빅딜 레코드는 첫 활동으로, mo'REAL의 두 번째 앨범 The Greatest를 발표하였다. 이 앨범은 이미 mo'REAL이 합류 전부터 어느 정도 만들어져가는 중인 앨범이었는데, 빅딜 레코드의 창단 과정에 mo'REAL이 합류하게 되면서 빅딜의 이름으로 발표하게 되었다. 이 앨범은 당시만 해도 잘 알려지지 않았던 Loptimist, Primary, Mild Beats의 하드코어 비트가 실려있으나, 두 멤버가 앨범을 낸 직후 거의 바로 입대하면서 많은 활동을 하지 못하였고 인지도가 높지 못 했다.
한편 빅딜 레코드는 프랑스 힙합 레이블 La Doxa와도 콜라보하였으며, 그들의 컴필레이션 앨범 Street Poesie와 DJ Crown & DJ Nefast의 앨범 Sang 9에 참여하였다.

### 전성기
빅딜 레코드가 본격적으로 이름을 알리기 시작한 것은 Dead'P의 앨범 Undisputed가 발표되면서부터였다. 이 앨범은 Loptimist가 메인 프로듀싱을 맡으면서 그의 특유의 묵직하고 강렬한 하드코어 비트를 사람들에게 알리는 데도 한몫했으며, 동시에 Dead'P의 강력한 랩핑이 합쳐져 1990년대 이스트코스트 힙합을 잘 재현해냈다는 평을 받으면서 많은 힙합 매니아들을 열광케했고, 일각에서는 Nas의 Illmatic 앨범과 비교할 정도의 호평을 받으면서 한국 힙합씬의 명반 대열에 합류하였다.
이 앨범을 계기로 빅딜 레코드는 한국 언더그라운드 힙합의 대표 레이블 중 하나로 급부상하였으며, 곧 이때까지의 크루적인 면모보다 확실한 비즈니스적인 체계를 필요로 하게 되었다. 이때 멤버 중 한 명이었던 Shock-E가 CEO직을 자진해서 맡았고, 곧 사무실과 레코딩 시설을 확보한 후 다음 앨범 작업에 매진하게 되었다. 그 다음으로 나온 앨범은 Addsp2ch의 Elements Combined였으며, 역시 뮤지션과 레이블 둘에게 있어 성공적인 앨범으로 자리매김하였다.
2006년 들어서는 메인 프로듀서 중 한 명이었던 Loptimist와 Primary가 빅딜 레코드를 떠났으나, Mild Beats가 남은 둘의 몫을 충분히 해냈으며, 신의의지 레코드와 손을 잡고 RHYME-A-과 Mild Beats의 합동 앨범 M.F.U. 2006을 발표해 역시 제4회 한국대중음악상 "최우수 힙합 음반" 부문 후보에 오르는 등 호평을 끌어냈다. 특히 그 당시 주목 받는 신인 중 한 명이었던 Ignito가 합류, 그 해 데뷔 앨범을 빅딜 레코드를 통해 발표하면서 또다시 빅딜은 힙합씬에서 자신의 위치를 공고히 하였다.

### 시작된 침체기, 그리고 빅딜 스쿼드
2007년에 들어서도 빅딜 레코드의 활동 노선은 뚜렷하게 하드코어를 지향하여 Mild Beats의 앨범과 Deepflow의 앨범이 그 뒤를 이었다. 특히 Mild Beats의 앨범에는 Big Deal Records 멤버들의 단체곡 Deal with Us가 수록되어 팬들 사이에서 이슈거리가 되었다. 또한 당시 언더그라운드의 또다른 대표 레이블 Soul Company와 함께 작업하여 Loquence와 Deepflow의 콜라보 곡 Black Source를 발표하는 한편 쇼케이스도 함께 열었다.
2008년 들어서 빅딜 레코드의 음악 스타일은 조금씩 변화를 보이기 시작하였다. 그 첫 번째 흔적은 Marco의 앨범에서부터로, 대표 Shock-E는 "다른 시도를 해보고 싶었는데, 이것을 빅딜 내부에서 하는 것과 외부적으로 하는 것 중 어떤 쪽이 더 옳은 선택일 것인가를 고민한 적은 있다"라고 인터뷰에서 밝혔다. 그러나 이 변화를 기존 팬들은 그다지 달갑지 않게 받아들였으며, 이때까지의 하드코어 스타일도 일부에서는 식상하다는 평을 받으면서 점차 반응이 주춤하고 있었다. 이러한 반응은 2009년 Mild Beats & Addsp2ch 앨범과 Dynamite의 앨범까지 이어져 이른바 "빅딜의 위기"가 찾아오게 되었다.
또 스타일의 변화에 대해서는 내부로부터도 갈등이 있었다. 그 결과 Ignito가 먼저 독립해나왔으며, 그는 Revenans 앨범을 통해 자신이 빅딜로부터 나왔음을 처음으로 밝혔다. 남은 주요 멤버들도 자신이 하고 싶은 음악 방향과 빅딜 레코드의 방침 사이에서 갈등이 있었으며, 결국 2009년 거의 모든 주요 멤버들이 빅딜 스쿼드 (Big Deal Squads)라는 크루를 조직하면서 레이블과의 관계를 정리하였다. Addsp2ch는 이 일에 관해 추후 인터뷰에서 "음악적인 방향이 바뀔 수도 있는 그런 위기였기 때문에 다른 돈이나 활동이나 이런 걸 떠나서- 음악 색깔이 많이 바뀔까봐" 결정을 내렸다고 밝혔다. 빅딜 스쿼드는 Dead'P의 Lost & Found 앨범을 시작으로 독자적인 활동을 전개해나갔으며, 빅딜 레코드와 별개의 크루라고 밝혔지만 활동 멤버나 음악 스타일 등에서 여러모로 빅딜 레코드를 계승하고 있다.

### 현재
빅딜 스쿼드의 창립 후 빅딜 레코드는 새로운 멤버를 받아 나름의 활동을 이어나갈 것이라는 얘기가 있었으나 실제로는 2009년 이후 아무런 활동도 보여주지 않았다. 해체에 관한 공식 발표는 없었으나 힙합 매니아들 사이에서는 이미 사라진 지 오래일 것이라는 추측이 지배적이다.

## 발표 앨범
- 2004년 mo'REAL - The Greatest
- 2004년 Dead'P - Undisputed (2009년 재발매)
- 2005년 Addsp2ch - Elements Combined
- 2005년 Mild Beats - Loaded (2009년 재발매)
- 2006년 Mild Beats & RHYME-A- - M.F.U. 2006 (신의의지와 합작)
- 2006년 Ignito - Demolish
- 2007년 Dynamite - 《두갈래 길》 (디지털 싱글)
- 2007년 Mild Beats - Never Sold Out
- 2007년 Deepflow - Vismajor
- 2007년 Marco - Music is My Life
- 2008년 Mild Beats & Addsp2ch - M&A
- 2009년 Mild Beats & Addsp2ch - M&A Mini Album
- 2009년 Dynamite - Ultimate Dynamite
- 2009년 Marco - Premium Edition

## 멤버
거쳐간 모든 멤버들을 나열하였다
- Shock-E - C.E.O.
- Mild Beats
- Addsp2ch
- Deepflow
- Dead'P
- Marco - 前 mo'REAL
- Kayone
- 드래곤AT
- 425
- Nextplan
- Keslo
- Chann
- Dynamite
- Groove Master
- Ignito
- Loptimist
- Primary
- Lugar - 前 mo'REAL

## 디스전

### 오버클래스와의 디스전
2009년 1월 11일 음악취향Y의 인터뷰 중에 Verbal Jint는 배치기와 UMC에 대한 비난이 담긴 말들을 남겼다. 이에 대해 Addsp2ch는 자신의 싸이월드에 비난의 글을 적었다. 그 글을 본 Swings는 1차 디스곡 〈Add is a Bitch〉를 발표했다. 하루가 지난 뒤 Addsp2ch는 〈헛스윙〉이란 곡으로 반격을 했고, Swings도 2차 디스곡인 〈좆밥〉을 발표했다. Loptimist, Dead'P, Ignito, Dynamite 등 빅딜에 소속돼있거나, 이전에 빅딜에 소속되었던 뮤지션들은 Swings의 행동에 불쾌함을 보였으며, Swings는 자신의 입장을 정리하는 인터뷰를 힙합플레이야를 통해 발표하면서 어느 정도 정리가 되었다.
그러나 디스전은 완전히 끝나지 않고, 빅딜 레코드에서 빅딜 스쿼드로 옮겨져 2009년 Dead'P의 Class is Over를 통해 오버클래스에 대한 공격이 있었고, 2012년 Swings와 Dead'P 간의 디스전이 발생한 적이 있었다. 둘 사이는 현재 추가 디스곡을 내놓고 있지는 않지만 아직 완전한 화해를 하지 않아 긴장 상태다.